# گچ کوبان
گچ کوبان، روستایی در دهستان هندمینی بخش هندمینی شهرستان بدره در استان ایلام ایران است.

## تاریخ و جغرافیای طبیعی
محل کنونی این روستا در ۸ کیلومتری جنوب شرقی شهر بدره و روبروی تنگه دربند- محل قدیمی سکونت مردمان این روستا- واقع شده‌است. بر اساس تحقیق و مطالعات تاریخ شناسان، نژاد مردمان روستای گچ‌کوبان و به‌طور کلی مردمان بخش هندمینی به ماقبل سلسله‌های هخامنشی، اشکانی و ساسانی می‌رسد و موضوعی که بر این نظریه صحه می‌گذارد شرایط جغرافیایی و ژئوپلیتیکی منطقه هندمینی و به‌خصوص تنگه دربند می‌باشد که از هجوم اقوام مختلف و جنگ‌های متعددی که در طول نزدیک به ۳ هزار سال به این مرز و بوم تحمیل شده دور بوده‌است. واژه هندمینی که از کلمه هندوبای آمده، اشاره دارد به قلعه مستحکمی که در ابتدای تنگه دربند واقع شده و سالیان متمادی محل سکونت مردم روستای گچ کوبان و دهستان هندمینی بوده‌است. بقایای این قلعه که شباهت زیادی به یک شهر کوچک با امکانات رفاهی، اجتماعی و امنیتی در تنگه دربند می‌باشد نمایان است. شرایط هوای خوب در دامنه کوه‌های بسیار زیبا و بلند کبیر کوه یکی دیگر از دلایل اثبات یک‌جانشینی و عدم جابه‌جایی مردمان این منطقه در طول ادوار مختلف می‌باشد. تنگه دربند دارای چندین چشمه آب می‌باشد که در ابتدای تنگه چشمه‌ای به‌نام کیمو و در انتها چشمه‌ای بنام هلیس واقع شده که محل استفاده مردمان هندمینی در طول سالیان دراز بوده‌است. هم‌اکنون آب شرب این منطقه از آب چشمه هلیس تأمین می‌شود.

## مردم
مردم این روستا لر هستند و به زبان لری سخن می‌گویند.

## جمعیت
بر پایه سرشماری عمومی نفوس و مسکن در سال ۱۳۹۵، جمعیت این روستا برابر با ۷۸۸ نفر (۲۲۴ خانوار) بوده‌است.